# Uri Geller
Uri Geller (født 20. december 1946 i Tel Aviv i Mandatområdet i Palæstina) er en israelsk-britisk tv-personlighed, der påstår, at han har særlige psykiske evner.
Geller blev kendt i 1970'erne for angiveligt at kunne bøje skeer ved tankens kraft. Han optrådte i flere tv-udsendelser, hvor han med forskelligt held bøjede skeer, stoppede ure m.v. Skeptikere hævder, at der er tale om banale tryllekunster.
Geller har hævdet, at han er en slægtning til den kendte psykoanalytiker Sigmund Freud. Han har skrevet 16 bøger, både skønlitteratur og andet. Han bor i dag i Berkshire i Storbritannien.

## Opvækst og ungdom
Geller blev født i Tel Aviv af jødiske forældre fra Ungarn og Tyskland. Han var faldskærmssoldat i den israelske hær og deltog i Seksdageskrigen i 1967, hvor han blev skadet. Han var model fra 1968 til 1969 og begyndte på samme tid at optræde som tryllekunstner på israelske natklubber.

## Optræden med påståede psykiske evner
I 1970'erne blev Uri Geller kendt i tv, hvor han optrådte med overnaturlige evner som telekinese, vandfinding med ønskekvist og telepati. I forbindelse med hans programmer blev det rapporteret om ure, som var gået i stå og på mystisk vis var startet igen. I andre tilfælde var det metalobjekter, som blev rapporteret bøjet hjemme hos seerne ved tankens kraft. Selv påstår Geller, at han har fået sine kræfter fra en fjern planet kaldet Hoova via et rumskib, der kredser om Jorden, det såkaldte IS (Intelligence in the Sky.) Geller påstår, at han stod i kontakt med rumskibet som barn og opdagede sine kræfter som teenager.
Amerikanerne Harold Puthoff og Russell Targ foretog en række test med Geller på Stanford Research International og publicerede en afhandling, der konkluderede, at han besidder overnaturlige evner. Forsøgsresultater og metoder afslører imidlertid, at Geller havde rige muligheder for at snyde forskerne ved hjælp af tricks. Ikke mindst har tryllekunstneren James Randi været i stand til at opnå præcis de samme resultater. Når Randi har overværet videnskabelige tests med Geller, har Geller klaret sig påfaldende dårligt, og han har nægtet at optræde med Randi til stede, fordi han påstår, at Randis skepsis blokerer for hans evner.
Den 15. september 2000 hævdede Geller, at det var ham som ved tankens kraft standsede opstigningen af OL-ilden under åbningsceremonien i Australien, og han påstår, at han to gange har fået Big Ben i London til at standse.
I 2014 kom Uri Geller atter i medierne, da han påstod, at han kunne bøje en iPhone 6 ved tankens kraft.

## Påstået arbejde for virksomheder og regeringer
Geller oplyser, at han har tjent en formue ved at arbejde for en række mineselskaber, der betaler ham en million dollars for at prøve at finde guld, olie eller andet enten ved at sidde med kort foran sig, eller ved at flyve i helikopter over området.
I 1989 kontaktede han angiveligt det sovjetiske rumforskningsinstitut og tilbød at reparere deres nedslidte Fobos-satellit ved hjælp af tankens magt. Det skal de have takket nej til.
Geller påstår ligeledes, at NASA har bedt ham om at reparere en defekt antenne på Galileo-rumsonden, hvilket NASA dog afviser og oplyser, at der aldrig har været noget galt med antennen. Geller påstår, at han i samme forbindelse tilbød NASA at hente et Hasselblad-kamera, som en af Apollo-astronauterne havde efterladt på Månen. Han hævder, det ikke blev til noget, fordi NASA forbød ham at gøre det.
Nogle af Gellers påstande er ubekræftede og muligvis usandsynlige, men en dokumentarfilm på BBC hævder, at den amerikanske efterretningstjeneste CIA i en række programmer arbejdede med Uri Geller, hvor CIA forsøgte at benytte Gellers evner.